# Machaeropterus eckelberryi
El saltarín pintado (Machaeropterus eckelberryi) es una especie de ave paseriforme perteneciente al género Machaeropterus de la familia Pipridae. Descrito para la ciencia en 2017, es endémico del norte de Perú.

## Distribución y hábitat
Se distribuye en el norte de Perú, en una región bastante restringida de los departamentos de San Martín y Loreto.
Probablemente, el hábitat de esta especie se restringe a la región de colinas de los Andes peruanos centro-norteños, particularmente en bosques de baja estatura en laderas de suelos arenosos pobres.

## Estado de conservación
Los autores de la descripción sugieren que a pesar de la limitada distribución de la especie, y debido a su presencia en uno de los mayores parques nacionales de Perú, el parque Nacional Cordillera Azul, y a su preferencia por ambientes de suelos pobres que difícilmente serán convertidos para agricultura, probablemente no se presenta ninguna amenaza seria a la conservación de la especie. Una revisión de imágenes de satélite de la región revela que los daños antropogénicos a las laderas son mínimos, en lo que se sospecha sea su hábitat preferencial en los flancos orientales de las cordilleras Escalera y Azul.

## Sistemática

### Descripción original
La especie M. eckelberryi fue descrita por primera vez por los ornitólogos estadounidenses Daniel F. Lane, Andrew W. Kratter y John Patton O'Neill en 2017 bajo el mismo nombre científico; la localidad tipo es «ca. 77 km WNW Contamana, 7°5′S, 75°39′W, ca. 1000m, Loreto, Perú». El holotipo de número MUSM 17725, corresponde a un macho, colectado y preparado en 12 de julio de 1996 por John P. O’Neill.

### Etimología
El nombre genérico femenino «Machaeropterus» se compone de las palabras del griego «μαχαιρα makhaira» que significa ‘cuchillo’, ‘daga’, y «πτερος pteros» que significa ‘de alas’; y el nombre de la especie «eckelberryi», conmemora al dibujante y pintor de aves estadounidense Donald Richard Eckelberry (1921-2001).

### Taxonomía
Las similitudes de plumaje sugieren que la presente especie está hermanada con la subespecie Machaeropterus striolatus aureopectus, pero esto no puede ser confirmado sin análisis genéticas.
La presente especie fue reconocida como válida por el Comité de Clasificación de Sudamérica (SACC) mediante la aprobación de la Propuesta N° 761 de diciembre de 2017.